# Clan Vangone-Limelli
Il clan Vangone-Limelli è un sodalizio criminale legato alla camorra; controlla la zona di Trecase, Boscoreale e Boscotrecase. Controlla il traffico di armi e di droga nel vesuviano, ma anche all'estero. Quello dei Vangone-Limelli è considerato uno dei clan camorristici più ricchi, potenti e feroci.

## Storia
Il clan Limelli-Vangone figura nelle mappe criminali campane come uno dei più importanti gruppi camorristici attivi sul territorio. Una posizione di assoluta prevalenza derivata dall’appeal criminale del reggente della cosca “Pepp ‘o Pazz”, ritenuto uno dei maggiori broker internazionali della cocaina, con la possibilità di contatti diretti con i più potenti e attivi cartelli del narcotraffico sudamericano. Una caratteristica che lo mette al livello del più noto Alfonso Annunziata ‘o Calabrese.
Tra il finire degli anni ’70 e l’inizio degli anni ‘80 il capostipite Luigi Limelli, i suoi affiliati e parenti della famiglia Vangone erano storici affiliati del clan Gionta di Torre Annunziata. Nell’ambito della divisione criminale delle famiglie campane nei macro gruppi di tipo verticistici della Nuova Camorra Organizzata di Raffaele Cutolo e la Nuova Famiglia, rappresentata principalmente dalla famiglia Nuvoletta di Marano, come i Gionta, i Limelli-Vangone erano integranti con la Nuova Famiglia.
Alcuni dei vertici del clan e dei maggiori gregari avevano anche preso parte alle affiliazioni con la Cosa Nostra, con tanto di patto di sangue. Per via di alcuni screzi e per diversità di vedute nella gestione e nel controllo delle attività illecite sul territorio i boschesi si staccarono dai Gionta. La scissione fu chiaramente sanguinosa, numerosi furono anche i morti rimasti sulle strade della camorra sulle troppe volte insanguinate pendici del Vesuvio. La stagione dei pentitismi e i numerosi processi hanno definito uno scenario abbastanza chiaro dello scacchiere criminale sul quale è stato inserito anche il clan Limelli-Vangone. Personaggio di primissimo piano, per lungo tempo all’apice della cosca, era Pasquale Gallo, detto ‘O Russ (il Rosso, per il colore dei suoi capelli). Il boss ha sposato Rosaria Vangone, classe ’57, anche lei finita in cella con il figlio e altri parenti, che è sua volta imparentata con alcuni vertici della famiglia Limelli di Boscoreale.
Dopo arresti, omicidi e altre uscite di scena, a reggere le sorti del clan, in maniera estremamente ferma, dimostrando grande carisma criminale, è il 34enne Giuseppe Gallo, detto ‘O Pazz, per la nota patologia, rivelatasi a questo punto falsa, relativa alla sua salute mentale. Il giovane, infatti, è riuscito a diventare uno dei punti di riferimento per i numerosi clan della zona. Non ultimo anche lo stesso clan Gionta di Torre Annunziata. Secondo le ricostruzioni dell’antimafia partenopea era lui uno dei pochissimi personaggi ad avere contatti con i referenti colombiani del narcotraffico. Come Broker internazionale riusciva ad accordarsi con i ‘narcos’ per l’acquisto di imponenti quantitativi di cocaina che venivano da lui smistati ai vari clan della zona vesuviana.
Il boss Pasquale Gallo detto o' Russo morì per infarto anni addietro in una cittadina del nord Italia durante la latitanza.
Le redini del clan sono passate nelle mani del figlio maggiore Giuseppe Gallo, detto Pepp 'o Pazz (Il Pazzo), che aveva vanamente tentato di eludere il carcere con false perizie psichiatriche che attestavano che il boss, ritenuto uno dei più pericolosi della Camorra, soffrisse di una forma di schizofrenia. È stato catturato dopo una lunga latitanza dai carabinieri del nucleo investigativo di Torre Annunziata mentre si apprestava a fare una visita medica fasulla. Con lui, è stato arrestato anche il medico compiacente. Oggi, Giuseppe Gallo si trova in carcere, al 41 bis, nel carcere di massima sicurezza di Parma, dove sconta varie condanne per omicidi, associazione camorristica, traffico di droga ed altro. Nel novembre del 2019, gli agenti della Polizia Penitenziaria, hanno rinvenuto tre cellulari nella sua cella.
I Vangone-Limelli hanno contatti diretti con i Cartelli colombiani. Il 15 febbraio del 2016, sono stati sequestrati 7 chilogrammi di cocaina e 5 persone sono finite in manette. I predetti, due soggetti ritenuti elementi di spicco del clan Vangone-Limelli e tre uomini di nazionalità colombiana, sono stati arrestati in un appartamento ubicato in San Giuseppe Vesuviano, dove avevano creato una raffineria di droga; l'evento, secondo gli investigatori, sarebbe la prova dell'esistenza di un’alleanza fra il clan Vangone-Limelli e i Cartelli della droga colombiani. Quello dei Vangone-Limelli è un clan leader nell'importazione, nella gestione e nella distribuzione di ingenti quantità di cocaina provenienti dal Sud America e il narcotraffico, che risulta essere il principale business del clan. Secondo gli investigatori gli affiliati del clan avrebbero imparato, da narcotrafficanti colombiani, a raffinare la cocaina da quest'ultimi acquistata.